# Wálter Quesada
Pour les articles homonymes, voir Quesada.
Walter Quesada Cordero, né le 9 mai 1970, est un arbitre de football du Costa Rica, qui officie internationalement depuis 2001.

## Carrière
Il a officié dans les compétitions majeures suivantes : 
- Gold Cup 2005 (1 match)
- Gold Cup 2007 (1 match)
- Coupe UNCAF des nations 2009 (2 matchs)
- Gold Cup 2009 (1 match)
- Gold Cup 2011 (2 matchs)
- Copa América 2011 (1 match)
- Gold Cup 2013 (3 matchs)
- Gold Cup 2015 (1 match)